# Championnat d'Arménie de football 2006
Navigation
Saison précédente Saison suivante
La saison 2006 du Championnat d'Arménie de football était la 15e édition de la première division arménienne, la Premier-Liga. Les dix meilleurs clubs du pays sont réunis au sein d'une poule unique où ils s'affrontent quatre fois au cours de la saison, deux fois à domicile et deux fois à l'extérieur. À la fin du championnat, les 2 derniers sont directement relégués tandis que le 8e au classement dispute un barrage de promotion-relégation face au deuxième meilleur club de Second-Liga, la deuxième division arménienne.
Le Pyunik Erevan, tenant du titre depuis 5 saisons, remporte à nouveau le championnat en terminant en tête du classement, avec 16 points d'avance sur le duo composé du Mika Ashtarak et du  Banants Erevan. Il s'agit du 9e titre de champion d'Arménie de l'histoire du Pyunik, qui manque le doublé après sa défaite en finale de la Coupe d'Arménie face au Mika Ashtarak.
Alors que la fédération arménienne décide peu après la fin du précédent championnat de promouvoir une deuxième équipe de D2 afin de faire passer la compétition à 10 clubs, plusieurs événements viennent perturber l'avant-saison. L'équipe réserve d'Ararat Erevan, l'Erevan United FC, promue de deuxième division est finalement dissoute tout comme l'Esteghlal-Kotayk Abovian. Par conséquent, l'Ararat Erevan récupère la place au départ prévue pour son équipe réserve. Enfin, une troisième équipe est dissoute, il s'agit du Lernagorts Ararat. Finalement, il ne reste donc que huit équipes pour démarrer cette édition 2006.

## Les 10 clubs participants
| - Banants Erevan - Lernagorts Ararat - Équipe dissoute - Ulisses FC (Anciennement Dinamo-Zenit Erevan) - Kilikia Erevan - Ararat Erevan - Repêché de Second Liga | - Esteghlal-Kotayk Abovian - Équipe dissoute - Shirak FC Giumri - Mika Ashtarak - Pyunik Erevan - Gandzasar Kapan - Promu de Second Liga |

## Compétition
Le barème de points servant à établir le classement se décompose ainsi :
- Victoire : 3 points
- Match nul : 1 point
- Défaite : 0 point

### Première phase
| Rang | Équipe            | Pts | J  | G  | N | P  | Bp | Bc | Diff |
| ---- | ----------------- | --- | -- | -- | - | -- | -- | -- | ---- |
| 1    | Pyunik Erevan T   | 73  | 28 | 23 | 4 | 1  | 86 | 23 | +63  |
| 2    | Banants Erevan    | 57  | 28 | 18 | 3 | 7  | 67 | 26 | +41  |
| 3    | Mika Ashtarak C   | 57  | 28 | 17 | 6 | 5  | 45 | 21 | +24  |
| 4    | Ararat Erevan P   | 49  | 28 | 15 | 4 | 9  | 48 | 35 | +13  |
| 5    | Gandzasar Kapan P | 24  | 28 | 7  | 3 | 18 | 28 | 60 | -32  |
| 6    | Kilikia Erevan    | 23  | 28 | 6  | 5 | 17 | 38 | 69 | -31  |
| 7    | Shirak FC Giumri  | 19  | 28 | 4  | 7 | 17 | 21 | 64 | -43  |
| 8    | Ulisses FC        | 17  | 28 | 5  | 2 | 21 | 31 | 66 | -35  |
| 9    | Kotayk Abovian    |     |    |    |   |    |    |    |      |
| 10   | Lernagorts Kapan  |     |    |    |   |    |    |    |      |

|  | Qualification pour la Ligue des champions 2007-2008 |
|  | Qualification pour la Coupe UEFA 2007-2008          |
|  | Qualification pour la Coupe UEFA 2006-2007          |
|  | Qualification pour la Coupe Intertoto 2007          |
|  | Participation au barrage de promotion-relégation    |
|  | T Tenant du titre C Vainqueur de la Coupe d'Arménie |

#### Barrage de promotion-relégation
Le club d'Ulisses FC, 8e du classement, doit rencontrer le 2e de Second-Liga, pour tenter de conserver sa place au sein de l'élite.
| Équipe 1   | Résultat | Équipe 2           |
| ---------- | -------- | ------------------ |
| Ulisses FC | 4 - 2    | Dinamo Erevan (D2) |

## Bilan de la saison
| Championnat d'Arménie de football 2006 |                                |
| Champion                               | Pyunik Erevan (9e titre)       |
| Coupes et trophées                     |                                |
| Vainqueur de la Coupe d'Arménie 2006   | Mika Ashtarak                  |
| Qualifications continentales           |                                |
| Ligue des champions 2007-2008          | Pyunik Erevan                  |
| Coupe UEFA 2006-2007                   | Mika Ashtarak                  |
| Coupe UEFA 2007-2008                   | Banants Erevan                 |
| Coupe Intertoto 2006                   | Ararat Erevan                  |
| Promotions et relégations              |                                |
| Promus en Premier-Liga                 | Lernayin Artsakh Erevan        |
| Relégués en Second-Liga                | Aucun (passage de 8 à 9 clubs) |